# Francofonte
Francofonte település Olaszországban, Siracusa megyében. Lakosainak száma 11 746 fő (2023. január 1.). Francofonte Buccheri, Carlentini, Militello in Val di Catania, Vizzini és Lentini községekkel határos.

## Népesség
A település népességének változása:
| Lakosok száma | 12 727 | 12 661 | 11 746 |
|               | 2017   | 2018   | 2023   |